# Miradouro da Ribeira Funda

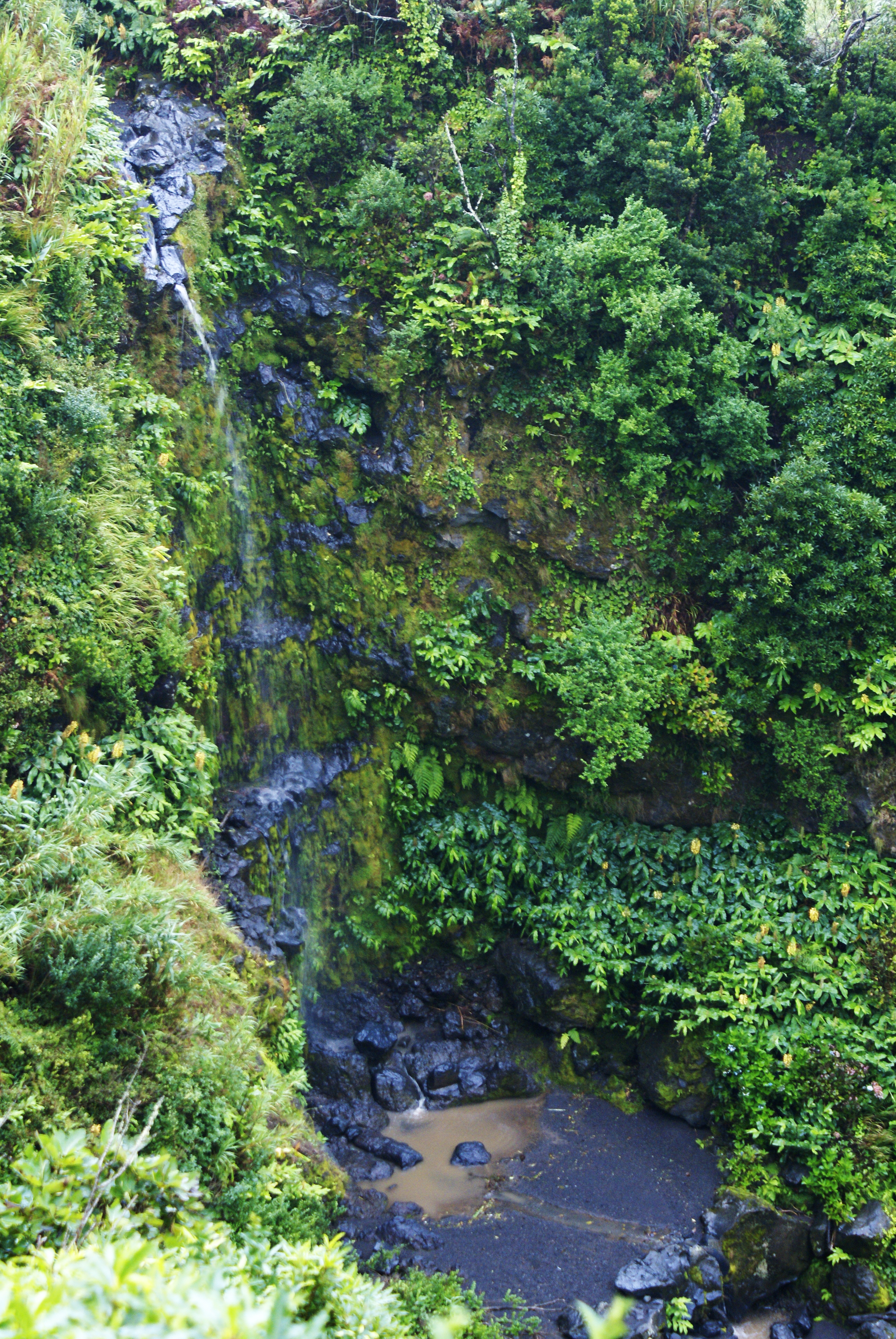
Miradouro da Ribeira Funda, Ribeira em época estival.

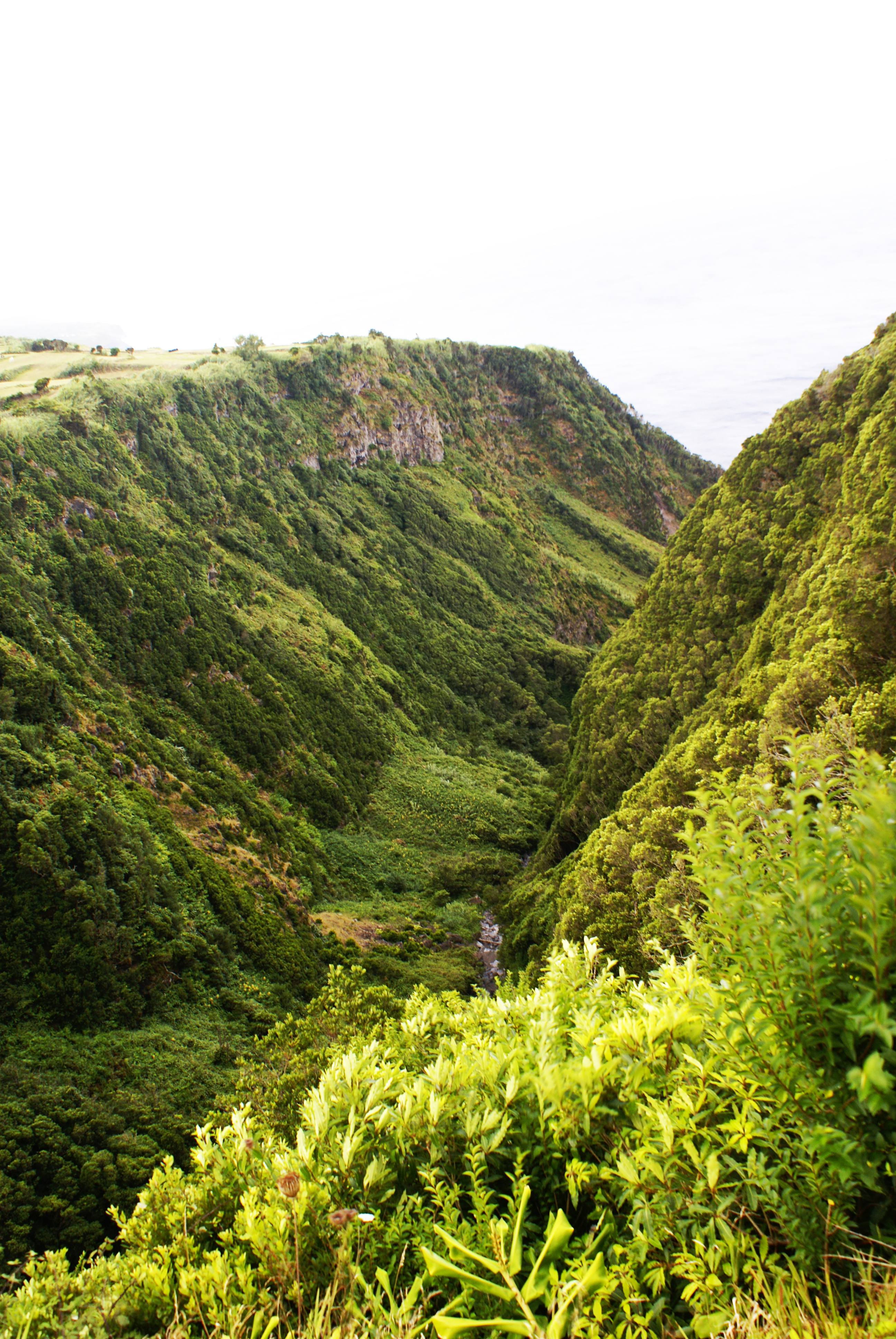
Miradouro da Ribeira Funda, Vistas, Vale da Ribeira.

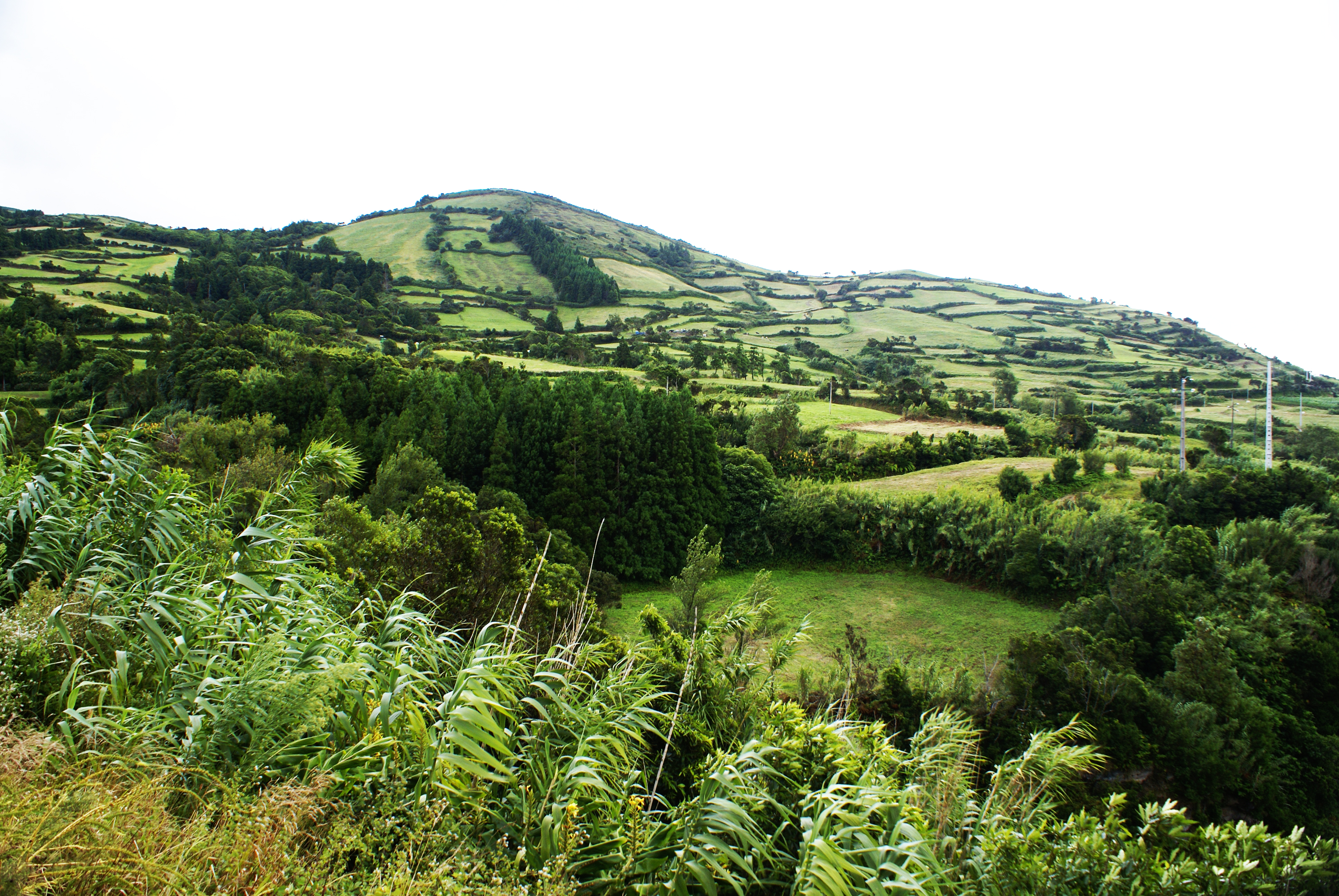
Miradouro da Ribeira Funda, Vistas.

O Miradouro da Ribeiras Funda é um miradouro português localizado no sitio da Ribeira Funda, freguesia açoriana dos Cedros, concelho da Horta, ilha do Faial, Arquipélago dos Açores.
Este miradouro oferece uma espantosa vista sobre a paisagem circundante, muito particularmente sobre a cascata da Ribeira Funda que lhe fica mesmo ao pé e que quando o caudal da ribeira é forte oferece um panorama muito próprio.
O facto de se encontrar perfeitamente integrado na paisagem torna-o não só um lugar para apreciar a paisagem, mas um local de descanso.